# Op den Aenhof
Op den Aenhof is een natuurgebied in de Belgische gemeente Heusden-Zolder. Het gebied is niet publiek toegankelijk en ligt tussen de kernen Heusden, Houthalen en Zolder. Het meest oostelijke gedeelte ligt in de gemeente Houthalen-Helchteren. De noordgrens wordt door spoorlijn 15 gevormd.
Het gebied omvat enkele vijvers waar veel vogels vertoeven, waaronder eenden en steltlopers.